# Portugal nos Jogos Europeus de 2023
Os Jogos Europeus de 2023 (em polaco: III Igrzyska Europejskie, Igrzyska Europejskie 2023), oficialmente conhecidos como Cracóvia 2023, é um evento multidesportivo europeu programado para ser realizado de 21 de junho a 2 de julho de 2023 em Cracóvia e na região de Malopolska, na Polónia. Cracóvia e Malopolska foram anunciadas como a cidade anfitriã na Assembleia Geral do EOC em Minsk, na Bielorrússia, em 22 de junho de 2019.
Todos os desportos olímpicos que se realizarão nos Jogos Europeus de 2023 fornecerão oportunidades de qualificação para os Jogos Olímpicos de Verão de 2024 em Paris, na França.
Os porta-estandartes escolhidos pelo Comité Olímpico de Portugal para a Cerimónia de Abertura foram Fu Yu (mesatenista) e Fernando Pimenta (canoísta).

## Atletas[3]
Vão estar em competição nos Jogos Europeus na Polónia uma comitiva de 210 atletas que vão competir em 23 modalidades das 30 presentes em Cracóvia e Malopolska. 
- Atletas e vagas confirmados para os Jogos Europeus

| Desporto              | Homens | Mulheres | Total |
| --------------------- | ------ | -------- | ----- |
| Andebol de Praia      | 12     | 12       | 24    |
| Atletismo             | 23     | 20       | 43    |
| Badminton             | 1      | 0        | 1     |
| Boxe                  | 2      | 1        | 3     |
| Breaking              | 0      | 1        | 1     |
| Canoagem              | 12     | 6        | 18    |
| Ciclismo (BTT)        | 1      | 1        | 2     |
| Esgrima               | 4      | 3        | 7     |
| Futebol de Praia      | 12     | 12       | 24    |
| Judo                  | 5      | 3        | 8     |
| Karaté                | 1      | 1        | 2     |
| Muaythai              | 2      | 2        | 4     |
| Natação (Artística)   | 0      | 12       | 12    |
| Padel                 | 4      | 4        | 8     |
| Pentatlo Moderno      | 1      | 0        | 1     |
| Râguebi Sevens        | 13     | 13       | 26    |
| Taekwondo             | 2      | 1        | 3     |
| Ténis de Mesa         | 4      | 4        | 8     |
| Teqball               | 2      | 2        | 4     |
| Tiro                  | 1      | 1        | 2     |
| Tiro c/ Arco          | 1      | 0        | 1     |
| Tiro c/ Armas de Caça | 3      | 1        | 4     |
| Total                 | 106    | 100      | 206   |

## Conquistas

### Medalhas
| Medalha | Medalha | Atleta                              | Modalidade         | Prova               | Data       |
| ------- | ------- | ----------------------------------- | ------------------ | ------------------- | ---------- |
| 1       | Bronze  | Ana Cruz                            | Karaté             | Kata Feminino       | 22-06-2023 |
| 2       | Bronze  | Francisca Laia                      | Canoagem           | K1 200m Feminino    | 23-06-2023 |
| 3       | Ouro    | Messias Baptista                    | Canoagem           | K1 200m Masculino   | 23-06-2023 |
| 4       | Ouro    | Auriol Dongmo                       | Atletismo          | Peso Feminino       | 23-06-2023 |
| 5       | Prata   | João Coelho                         | Atletismo          | 400m Masculino      | 23-06-2023 |
| 6       | Prata   | Fernando Pimenta                    | Canoagem           | K1 500m Masculino   | 24-06-2023 |
| 7       | Ouro    | Kevin Santos e Teresa Portela       | Canoagem           | K2 200m Misto       | 24-06-2023 |
| 8       | Prata   | Isaac Nader                         | Atletismo          | 1500m Masculino     | 24-06-2023 |
| 9       | Bronze  | Afonso Fazendeiro e Miguel Oliveira | Padel              | Duplas Masculino    | 25-06-2023 |
| 10      | Prata   | Gonçalo Noites                      | Muaythai           | 71kg Masculino      | 27-06-2023 |
| 11      | Prata   | Matilde Rodrigues                   | Muaythai           | 57kg Feminino       | 27-06-2023 |
| 12      | Prata   | Miguel Frazão                       | Esgrima            | Espada Masculino    | 27-06-2023 |
| 13      | Prata   | Marcos Freitas                      | Ténis Mesa         | Singlares Masculino | 27-06-2023 |
| 14      | Bronze  | Equipa                              | Ténis Mesa         | Feminino            | 01-07-2023 |
| 15      | Bronze  | Equipa                              | Futebol Praia      | Feminino            | 01-07-2023 |
| 16      | Bronze  | Equipa                              | Tiro c/ Armas Caça | Masculino           | 02-07-2022 |

### Recordes

#### Recordes Nacionais
| Atleta                                                    | Modalidade | Prova            | Data       |
| --------------------------------------------------------- | ---------- | ---------------- | ---------- |
| João Coelho                                               | Atletismo  | 400m Masculinos  | 23-06-2023 |
| Lorene Bazolo Rosalina Santos Arialis Martínez Íris Silva | Atletismo  | 4x100m Femininos | 24-06-2023 |

#### Recorde Pessoais
| Atleta           | Modalidade | Prova                    | Data       |
| ---------------- | ---------- | ------------------------ | ---------- |
| Pedro Buaró      | Atletismo  | Salto com Vara Masculino | 23-06-2023 |
| Fatoumata Diallo | Atletismo  | 400m barreiras Feminino  | 24-06-2023 |
| Yúben Munary     | Atletismo  | 400m barreiras Masculino | 24-06-2023 |
| Cláudia Ferreira | Atletismo  | Dardo Feminino           | 25-06-2023 |

#### Recorde de Temporada
| Atleta                                                        | Modalidade | Prova                    | Data       |
| ------------------------------------------------------------- | ---------- | ------------------------ | ---------- |
| José Carlos Pinto                                             | Atletismo  | 800m Masculinos          | 23-06-2023 |
| Carlos Nascimento                                             | Atletismo  | 100m Masculinos          | 23-06-2023 |
| Evelise Veiga                                                 | Atletismo  | Triplo Salto Feminino    | 24-06-2023 |
| Carlos Nascimento Gabriel Maia Délvis Santos André Prazeres   | Atletismo  | 4x100m Masculino         | 24-06-2023 |
| Délvis Santos                                                 | Atletismo  | 200m Masculinos          | 25-06-2023 |
| Anabela Neto                                                  | Atletismo  | Salto em Altura Feminino | 25-06-2023 |
| Leandro Ramos                                                 | Atletismo  | Dardo Masculino          | 25-06-2023 |
| João Coelho Cátia Azevedo Ricardo dos Santos Fatoumata Diallo | Atletismo  | 4x400m Misto             | 25-06-2023 |

## Andebol de Praia
Atletas Femininas: Ana Ursu, Carolina Loureiro, Catarina Oliveira, Catarina Teixeira, Cristiana Morgado, Diana Mendes, Joana Resende, Maria João Santos, Mariana Rocha, Sara Barbosa, Sofia Rego e Sofia Gonçalves.
Atletas Masculinos: André Silva, Diogo Ferreira, Francisco Santos, Gabriel Conceição, José Silva, Milton Estrelinha, Rafael Paulo, Ricardo Castro, Rui Rodrigues, Simão Santos, Tiago Costa e Tomás Van-Zeller.
| Equipa   | Prova            | Fase de Grupos (Grupo B) | Fase de Grupos (Grupo B) | Fase de Grupos (Grupo B) | Fase de Grupos (Grupo B) | Quatos Final          | Jogo 5/8 Lugar        | Jogo 5/6 Lugar        | Meias Finais          | Final / BM            | Final / BM          |
| Equipa   | Prova            | Adversário/ resultado    | Adversário/ resultado    | Adversário/ resultado    | Pos.                     | Adversário/ resultado | Adversário/ resultado | Adversário/ resultado | Adversário/ resultado | Adversário/ resultado | Classificação       |
| -------- | ---------------- | ------------------------ | ------------------------ | ------------------------ | ------------------------ | --------------------- | --------------------- | --------------------- | --------------------- | --------------------- | ------------------- |
| Portugal | Torneio feminino | Países Baixos D 2-0      | Alemanha D 0-2           | Grécia D 1-2             | 4º lugar                 | Dinamarca D 2-0       | Polónia V 2-1         | Países Baixos D 0-2   | Não se qualificaram   | Não se qualificaram   | Não se qualificaram |

| Equipa   | Prova             | Fase de Grupos (Grupo A) | Fase de Grupos (Grupo A) | Fase de Grupos (Grupo A) | Fase de Grupos (Grupo A) | Quatos Final          | Jogo 5/6 Lugar ou 7/8 Lugar | Meias Finais          | Final / BM            | Final / BM    |
| Equipa   | Prova             | Adversário/ resultado    | Adversário/ resultado    | Adversário/ resultado    | Pos.                     | Adversário/ resultado | Adversário/ resultado       | Adversário/ resultado | Adversário/ resultado | Classificação |
| -------- | ----------------- | ------------------------ | ------------------------ | ------------------------ | ------------------------ | --------------------- | --------------------------- | --------------------- | --------------------- | ------------- |
| Portugal | Torneio masculino | Hungria D 2-0            | Croácia D 0-2            | Alemanha D 1-2           | 4º lugar                 | Noruega V 1-2         |                             | Hungria D 0-2         | Dinamarca D 2-1       | 4º lugar      |

Legenda: V = Venceu; D= Derrotado(a)
Legenda
| Recorde mundial            | Recorde mundial (World record)                     |                       | Recorde africano                      | Recorde africano (African) |                                           | Q | Classificado por posição (Qualified) |
| Recorde dos Jogos Europeus | Recorde dos Jogos Europeus (European Games record) | Recorde da América    | Recorde da América (Americas)         | q                          | Classificado por melhor tempo (Qualified) |   |                                      |
| Melhor marca do ano        | Melhor marca do ano (World leading)                | Recorde asiático      | Recorde asiático (Asian)              | DNS                        | Não largou (Did not start)                |   |                                      |
| Recorde nacional           | Recorde nacional (National record)                 | Recorde europeu       | Recorde europeu (European)            | DNF                        | Não terminou (Did not finish)             |   |                                      |
| Recorde pessoal            | Recorde pessoal do atleta (Personal best)          | Recorde da Oceania    | Recorde da Oceania (Oceania)          | DSQ / DQ                   | Desclassificado (Disqualified)            |   |                                      |
| Recorde da temporada       | Recorde da temporada do atleta (Season best)       | Recorde sul-americano | Recorde sul-americano (South America) | NM                         | Sem marca (No mark)                       |   |                                      |

## Atletismo
Paralelamente está em disputa o Campeonato da Europa de Equipas em Atletismo.

### Equipas - 1ª Divisão
- 16 melhores equipas europeias
- Classificação em função do somatório de pontuações em 37 disciplinas (18 masculinas, 19 femininas, 1 mista)
- Pontuação por disciplina: 1º lugar:16 pontos; 2º lugar 15 pontos; 3º lugar, 14 pontos... 16º lugar: 1 ponto
- As 3 últimas equipas descerão à 2ª Divisão na próxima edição, em 2025

- Classificação por disciplina considerando as marcas obtidas por todos os atletas participantes na 1ª, 2ª e 3ª Divisões. Cada país participa apenas com 1 atleta.

| Equipa   | Prova              | Resultado | Resultado | Resultado            |
| Equipa   | Prova              | Pontos    | Posição   | Disciplinas          |
| -------- | ------------------ | --------- | --------- | -------------------- |
| Portugal | Equipas 1ª Divisão | 315       | 8º lugar  | 37 de 37 disciplinas |

#### Eventos de Pista
| Atleta                                                    | Prova                      | Final    | Final     |
| Atleta                                                    | Prova                      | Tempo    | Posição   |
| --------------------------------------------------------- | -------------------------- | -------- | --------- |
| Arialis Martínez                                          | 100m femininos             | 11.33    | 8º lugar  |
| Arialis Martínez                                          | 200m femininos             | 23.12    | 6º lugar  |
| Cátia Azevedo                                             | 400m femininos             | 51.93    | 8º lugar  |
| Patrícia Silva                                            | 800m femininos             | 2:01.82  | 8º lugar  |
| Marta Pen                                                 | 1500m femininos            | 4:13.50  | 7º lugar  |
| Mariana Machado                                           | 5000m femininos            | 15:33.93 | 6º lugar  |
| Catarina Queirós                                          | 110m barreiras femininos   | 13.43    | 12º lugar |
| Fatoumata Diallo                                          | 400m barreiras femininos   | 55.57    | 7º lugar  |
| Laura Taborda                                             | 3000m obstáculos femininos | 9:55.56  | 5º lugar  |
| Lorene Bazolo Rosalina Santos Arialis Martínez Íris Silva | Estafetas 4x100m femininos | 44.27    | 9º lugar  |

| Atleta                                                      | Prova                       | Final    | Final     |
| Atleta                                                      | Prova                       | Tempo    | Posição   |
| ----------------------------------------------------------- | --------------------------- | -------- | --------- |
| Carlos Nascimento                                           | 100m masculinos             | 10.38    | 10º lugar |
| Délvis Santos                                               | 200m masculinos             | 21.18    | 11º lugar |
| João Coelho                                                 | 400m masculinos             | 45.05    | Prata     |
| José Carlos Pinto                                           | 800m masculinos             | 1:47.76  | 10º lugar |
| Isaac Nader                                                 | 1500m masculinos            | 3:37.37  | Prata     |
| Rúben Amaral                                                | 5000m masculinos            | 14:48.70 | 16º lugar |
| Sisínio Ambriz                                              | 110m barreiras masculinos   | 13.85    | 11º lugar |
| Yuben Munary                                                | 400m barreiras masculinos   | 50.79    | 13º lugar |
| Etson Barros                                                | 3000m obstáculos masculinos | 8:53.47  | 15º lugar |
| Carlos Nascimento Gabriel Maia Délvis Santos André Prazeres | Estafetas 4x100m masculinos | 39.74    | 12º lugar |

| Atleta                                                          | Prova                  | Final   | Final    |
| Atleta                                                          | Prova                  | Tempo   | Posição  |
| --------------------------------------------------------------- | ---------------------- | ------- | -------- |
| Carlos Coelho Cátia Azevedo Ricardo dos Santos Fatoumata Diallo | Estafetas 4x100m mista | 3:14.06 | 7º lugar |

Legenda
| Recorde mundial            | Recorde mundial (World record)                     |                       | Recorde africano                      | Recorde africano (African) |                                           | Q | Classificado por posição (Qualified) |
| Recorde dos Jogos Europeus | Recorde dos Jogos Europeus (European Games record) | Recorde da América    | Recorde da América (Americas)         | q                          | Classificado por melhor tempo (Qualified) |   |                                      |
| Melhor marca do ano        | Melhor marca do ano (World leading)                | Recorde asiático      | Recorde asiático (Asian)              | DNS                        | Não largou (Did not start)                |   |                                      |
| Recorde nacional           | Recorde nacional (National record)                 | Recorde europeu       | Recorde europeu (European)            | DNF                        | Não terminou (Did not finish)             |   |                                      |
| Recorde pessoal            | Recorde pessoal do atleta (Personal best)          | Recorde da Oceania    | Recorde da Oceania (Oceania)          | DSQ / DQ                   | Desclassificado (Disqualified)            |   |                                      |
| Recorde da temporada       | Recorde da temporada do atleta (Season best)       | Recorde sul-americano | Recorde sul-americano (South America) | NM                         | Sem marca (No mark)                       |   |                                      |

#### Eventos de Campo
| Atleta           | Prova                         | Final | Final     |
| Atleta           | Prova                         | Tempo | Posição   |
| ---------------- | ----------------------------- | ----- | --------- |
| Anabela Neto     | Salto em altura feminino      | 1.84  | 8º lugar  |
| Marta Onofre     | Salto com vara feminino       | 3.90  | 16º lugar |
| Catarina Queirós | Salto em comprimento feminino | 5.53  | 16º lugar |
| Evelise Veiga    | Triplo salto feminino         | 12.80 | 12º lugar |
| Auriol Dongmo    | Peso feminino                 | 19.07 | Ouro      |
| Liliana Cá       | Disco feminino                | 63.21 | 4º lugar  |
| Mariana Pestana  | Martelo feminino              | 61.14 | 13º lugar |
| Cláudia Ferreira | Dardo feminino                | 55.82 | 6º lugar  |

| Atleta         | Prova                          | Final | Final     |
| Atleta         | Prova                          | Tempo | Posição   |
| -------------- | ------------------------------ | ----- | --------- |
| Gerson Baldé   | Salto em altura masculino      | 2.17  | 7º lugar  |
| Pedro Buaró    | Salto com vara masculino       | 5.65  | 6º lugar  |
| Ivo Tavares    | Salto em comprimento masculino | 7.40  | 12º lugar |
| Tiago Pereira  | Triplo salto masculino         | 16.32 | 4º lugar  |
| Francisco Belo | Peso masculino                 | 19.64 | 8º lugar  |
| Emanuel Sousa  | Disco masculino                | 59.44 | 8º lugar  |
| Décio Andrade  | Martelo masculino              | 72.03 | 6º lugar  |
| Leandro Ramos  | Dardo masculino                | 81.62 | 3º lugar  |

Legenda
| Recorde mundial            | Recorde mundial (World record)                     |                       | Recorde africano                      | Recorde africano (African) |                                           | Q | Classificado por posição (Qualified) |
| Recorde dos Jogos Europeus | Recorde dos Jogos Europeus (European Games record) | Recorde da América    | Recorde da América (Americas)         | q                          | Classificado por melhor tempo (Qualified) |   |                                      |
| Melhor marca do ano        | Melhor marca do ano (World leading)                | Recorde asiático      | Recorde asiático (Asian)              | DNS                        | Não largou (Did not start)                |   |                                      |
| Recorde nacional           | Recorde nacional (National record)                 | Recorde europeu       | Recorde europeu (European)            | DNF                        | Não terminou (Did not finish)             |   |                                      |
| Recorde pessoal            | Recorde pessoal do atleta (Personal best)          | Recorde da Oceania    | Recorde da Oceania (Oceania)          | DSQ / DQ                   | Desclassificado (Disqualified)            |   |                                      |
| Recorde da temporada       | Recorde da temporada do atleta (Season best)       | Recorde sul-americano | Recorde sul-americano (South America) | NM                         | Sem marca (No mark)                       |   |                                      |

## Badminton(Ranking de Qualificação Olímpica)[4][5]
Paralelamente está em disputa o Campeonato da Europa Individual, evento a contar para o Ranking de Qualificação Olímpica. 
Passam para a Ronda de 16, os 2 primeiros de cada grupo. Bernardo Atilano está no Grupo C. 
| Equipa           | Prova                 | Fase de Grupos (Grupo C) | Fase de Grupos (Grupo C) | Fase de Grupos (Grupo C) | Fase de Grupos (Grupo C) | Ronda 16              | Quartos Final         | Meias Finais          | Final / BM            | Final / BM        |
| Equipa           | Prova                 | Adversário/ resultado    | Adversário/ resultado    | Adversário/ resultado    | Posição                  | Adversário/ resultado | Adversário/ resultado | Adversário/ resultado | Adversário/ resultado | Classificação     |
| ---------------- | --------------------- | ------------------------ | ------------------------ | ------------------------ | ------------------------ | --------------------- | --------------------- | --------------------- | --------------------- | ----------------- |
| Bernardo Atilano | Singulares Masculinos | T. Kuenzi D 0-2          | Karl Kert V 2-1          | T. J. Popov D 0-2        | 3º lugar                 | Não se qualificou     | Não se qualificou     | Não se qualificou     | Não se qualificou     | Não se qualificou |

Legenda: V = Venceu; D= Derrotado(a)
Legenda
| Recorde mundial            | Recorde mundial (World record)                     |                       | Recorde africano                      | Recorde africano (African) |                                           | Q | Classificado por posição (Qualified) |
| Recorde dos Jogos Europeus | Recorde dos Jogos Europeus (European Games record) | Recorde da América    | Recorde da América (Americas)         | q                          | Classificado por melhor tempo (Qualified) |   |                                      |
| Melhor marca do ano        | Melhor marca do ano (World leading)                | Recorde asiático      | Recorde asiático (Asian)              | DNS                        | Não largou (Did not start)                |   |                                      |
| Recorde nacional           | Recorde nacional (National record)                 | Recorde europeu       | Recorde europeu (European)            | DNF                        | Não terminou (Did not finish)             |   |                                      |
| Recorde pessoal            | Recorde pessoal do atleta (Personal best)          | Recorde da Oceania    | Recorde da Oceania (Oceania)          | DSQ / DQ                   | Desclassificado (Disqualified)            |   |                                      |
| Recorde da temporada       | Recorde da temporada do atleta (Season best)       | Recorde sul-americano | Recorde sul-americano (South America) | NM                         | Sem marca (No mark)                       |   |                                      |

## Boxe(Qualificação Olímpica Direta)[6]
Nestes Jogos Europeus disputam-se 44 vagas de qualificação para os Jogos Olímpicos (22 para o setor masculino, 22 para o setor feminino).
| Atleta      | Evento           | Ronda de 16            | Quartos Final         | Meias Finais          | Final / BM            | Final / BM        |
| Atleta      | Evento           | Adversário/ Resultado  | Adversário/ Resultado | Adversário/ Resultado | Adversário/ Resultado | Classificação     |
| ----------- | ---------------- | ---------------------- | --------------------- | --------------------- | --------------------- | ----------------- |
| Rita Soares | -50 kg femininos | Anakhanim Ismayilova V | Laura Fernandez D     | Não se qualificou     | Não se qualificou     | Não se qualificou |

| Atleta         | Evento            | Ronda de 32           | Ronda de 16           | Quartos Final         | Meias Finais          | Final / BM            | Final / BM        |
| Atleta         | Evento            | Adversário/ Resultado | Adversário/ Resultado | Adversário/ Resultado | Adversário/ Resultado | Adversário/ Resultado | Classificação     |
| -------------- | ----------------- | --------------------- | --------------------- | --------------------- | --------------------- | --------------------- | ----------------- |
| Diogo Semedo   | -71 kg masculinos | Nikolai Terteryan D   | Não se qualificou     | Não se qualificou     | Não se qualificou     | Não se qualificou     | Não se qualificou |
| José Rodrigues | -80 kg masculinos |                       |                       |                       |                       |                       |                   |

Legenda: V = Venceu; D= Derrotado(a)
Legenda
| Recorde mundial            | Recorde mundial (World record)                     |                       | Recorde africano                      | Recorde africano (African) |                                           | Q | Classificado por posição (Qualified) |
| Recorde dos Jogos Europeus | Recorde dos Jogos Europeus (European Games record) | Recorde da América    | Recorde da América (Americas)         | q                          | Classificado por melhor tempo (Qualified) |   |                                      |
| Melhor marca do ano        | Melhor marca do ano (World leading)                | Recorde asiático      | Recorde asiático (Asian)              | DNS                        | Não largou (Did not start)                |   |                                      |
| Recorde nacional           | Recorde nacional (National record)                 | Recorde europeu       | Recorde europeu (European)            | DNF                        | Não terminou (Did not finish)             |   |                                      |
| Recorde pessoal            | Recorde pessoal do atleta (Personal best)          | Recorde da Oceania    | Recorde da Oceania (Oceania)          | DSQ / DQ                   | Desclassificado (Disqualified)            |   |                                      |
| Recorde da temporada       | Recorde da temporada do atleta (Season best)       | Recorde sul-americano | Recorde sul-americano (South America) | NM                         | Sem marca (No mark)                       |   |                                      |

## Breaking(Qualificação Olímpica Direta)
Vencedores qualificam-se diretamente para os Jogos Olímpicos de Paris 2024
| Equipa          | Prova   | Fase de Grupos (Grupo D) | Fase de Grupos (Grupo D) | Fase de Grupos (Grupo D) | Fase de Grupos (Grupo D) | Quartos Final         | Meias Finais          | Final / BM            | Final / BM        |
| Equipa          | Prova   | Adversário/ resultado    | Adversário/ resultado    | Adversário/ resultado    | Posição                  | Adversário/ resultado | Adversário/ resultado | Adversário/ resultado | Classificação     |
| --------------- | ------- | ------------------------ | ------------------------ | ------------------------ | ------------------------ | --------------------- | --------------------- | --------------------- | ----------------- |
| Vanessa Farinha | B-Girls | Stefani D 0-2            | Nadia E 1-1              | Camine V 2-0             | 2º lugar Q               | Anti D 0-2            | Não se qualificou     | Não se qualificou     | Não se qualificou |

Legenda: V = Venceu; D= Derrotado(a)
Legenda
| Recorde mundial            | Recorde mundial (World record)                     |                       | Recorde africano                      | Recorde africano (African) |                                           | Q | Classificado por posição (Qualified) |
| Recorde dos Jogos Europeus | Recorde dos Jogos Europeus (European Games record) | Recorde da América    | Recorde da América (Americas)         | q                          | Classificado por melhor tempo (Qualified) |   |                                      |
| Melhor marca do ano        | Melhor marca do ano (World leading)                | Recorde asiático      | Recorde asiático (Asian)              | DNS                        | Não largou (Did not start)                |   |                                      |
| Recorde nacional           | Recorde nacional (National record)                 | Recorde europeu       | Recorde europeu (European)            | DNF                        | Não terminou (Did not finish)             |   |                                      |
| Recorde pessoal            | Recorde pessoal do atleta (Personal best)          | Recorde da Oceania    | Recorde da Oceania (Oceania)          | DSQ / DQ                   | Desclassificado (Disqualified)            |   |                                      |
| Recorde da temporada       | Recorde da temporada do atleta (Season best)       | Recorde sul-americano | Recorde sul-americano (South America) | NM                         | Sem marca (No mark)                       |   |                                      |

## Canoagem[7]

### Slalom(Qualificação Olímpica Direta)
Nestes Jogos Europeus disputa-se o Campeonato da Europa da disciplina.
Os campeões europeus em C1 e K1, masculinos e femininos, qualificam uma vaga para o país, para os Jogos Olímpicos de Paris 2024 
| Atleta              | Prova        | Eliminatórias | Eliminatórias | Eliminatórias | Eliminatórias | Meias Finais      | Meias Finais      | Final             | Final             |
| Atleta              | Prova        | Corrida 1     | Corrida 2     | Melhor        | Posição       | Meias Finais      | Meias Finais      | Final             | Final             |
| Atleta              | Prova        | Tempo         | Tempo         | Melhor        | Posição       | Tempo             | Posição           | Tempo             | Classificação     |
| ------------------- | ------------ | ------------- | ------------- | ------------- | ------------- | ----------------- | ----------------- | ----------------- | ----------------- |
| José Carvalho       | C1 masculino | 103.16        | 100.41        | 100.41        | 12º lugar     | Não se qualificou | Não se qualificou | Não se qualificou | Não se qualificou |
| Frederico Alvarenga | K1 masculino | 96.92         | 93.76         | 93.76         | 42º lugar     | Não se qualificou | Não se qualificou | Não se qualificou | Não se qualificou |
| Lucas Jacob         | K1 masculino | 145.45        | 101.58        | 101.58        | 51º lugar     | Não se qualificou | Não se qualificou | Não se qualificou | Não se qualificou |

| Atleta      | Prova                 | Contrarrelógio | Contrarrelógio | Quartos de Final  | Quartos de Final  | Meias Finais      | Meias Finais      | Final / BM        | Final / BM        |
| Atleta      | Prova                 | Tempo          | Posição        | Tempo             | Posição           | Tempo             | Posição           | Tempo             | Classificação     |
| ----------- | --------------------- | -------------- | -------------- | ----------------- | ----------------- | ----------------- | ----------------- | ----------------- | ----------------- |
| Lucas Jacob | Kayak Cross masculino | 72.67          | 31º lugar      | Não se qualificou | Não se qualificou | Não se qualificou | Não se qualificou | Não se qualificou | Não se qualificou |

Legenda: V = Venceu; D= Derrotado(a)
Legenda
| Recorde mundial            | Recorde mundial (World record)                     |                       | Recorde africano                      | Recorde africano (African) |                                           | Q | Classificado por posição (Qualified) |
| Recorde dos Jogos Europeus | Recorde dos Jogos Europeus (European Games record) | Recorde da América    | Recorde da América (Americas)         | q                          | Classificado por melhor tempo (Qualified) |   |                                      |
| Melhor marca do ano        | Melhor marca do ano (World leading)                | Recorde asiático      | Recorde asiático (Asian)              | DNS                        | Não largou (Did not start)                |   |                                      |
| Recorde nacional           | Recorde nacional (National record)                 | Recorde europeu       | Recorde europeu (European)            | DNF                        | Não terminou (Did not finish)             |   |                                      |
| Recorde pessoal            | Recorde pessoal do atleta (Personal best)          | Recorde da Oceania    | Recorde da Oceania (Oceania)          | DSQ / DQ                   | Desclassificado (Disqualified)            |   |                                      |
| Recorde da temporada       | Recorde da temporada do atleta (Season best)       | Recorde sul-americano | Recorde sul-americano (South America) | NM                         | Sem marca (No mark)                       |   |                                      |

### Velocidade
Nestes Jogos Europeus disputa-se o Campeonato da Europa da disciplina.
O formato competitivo dependerá do número de barcos inscritos em cada evento.
| Atleta            | Prova             | Eliminatórias | Eliminatórias            | Meias Finais | Meias Finais             | Final             | Final             | Final             | Final             |
| Atleta            | Prova             | Eliminatórias | Eliminatórias            | Meias Finais | Meias Finais             | Final B           | Final B           | Final A           | Final A           |
| Atleta            | Prova             | Tempo         | Posição                  | Tempo        | Posição                  | Tempo             | Posição           | Tempo             | Classificação     |
| ----------------- | ----------------- | ------------- | ------------------------ | ------------ | ------------------------ | ----------------- | ----------------- | ----------------- | ----------------- |
| Francisca Laia    | K1 200m femininos | 40.173        | (Heat 1) 3º lugar Q (F)  |              |                          |                   |                   | 41.058            | Bronze            |
| Joana Vasconcelos | K1 500m femininos | 1:36.364      | (Heat 2) 5º lugar Q (MF) | 1:54.407     | (Heat 2) 3º lugar Q (FA) |                   |                   | 1:53.613          | 9º lugar          |
| Beatriz Fernandes | C1 200m femininos | 48.972        | (Heat 1) 5º lugar Q (MF) | 50.064       | (Heat 1) 4º lugar        | Não se qualificou | Não se qualificou | Não se qualificou | Não se qualificou |

| Atleta                                                    | Prova             | Eliminatórias | Eliminatórias           | Meias Finais | Meias Finais    | Final    | Final         | Final    | Final         |
| Atleta                                                    | Prova             | Eliminatórias | Eliminatórias           | Meias Finais | Meias Finais    | Final B  | Final B       | Final A  | Final A       |
| Atleta                                                    | Prova             | Tempo         | Posição                 | Tempo        | Posição         | Tempo    | Classificação | Tempo    | Classificação |
| --------------------------------------------------------- | ----------------- | ------------- | ----------------------- | ------------ | --------------- | -------- | ------------- | -------- | ------------- |
| Francisca Laia Joana Vasconcelos Maria Rei Teresa Portela | K4 500m femininos | 1:36.364      | (Heat 2)5º lugar Q (MF) | 1:34.889     | 1º lugar Q (FA) |          |               | 1:34.651 | 7º lugar      |
| Beatriz Fernandes Inês Penetra                            | C2 500m femininos | 2:04.183      | (Heat 2)4º lugar Q (MF) | 2:05.618     | 2º lugar Q (FA) | 2:05.296 | 8º lugar      |          |               |

| Atleta           | Prova              | Eliminatórias | Eliminatórias            | Meias Finais | Meias Finais             | Final             | Final             | Final             | Final         |
| Atleta           | Prova              | Eliminatórias | Eliminatórias            | Meias Finais | Meias Finais             | Final B           | Final B           | Final A           | Final A       |
| Atleta           | Prova              | Tempo         | Posição                  | Tempo        | Posição                  | Tempo             | Posição           | Tempo             | Classificação |
| ---------------- | ------------------ | ------------- | ------------------------ | ------------ | ------------------------ | ----------------- | ----------------- | ----------------- | ------------- |
| Messias Baptista | K1 200m masculinos | 34.622        | (Heat 2) 5º lugar Q (F)  |              |                          |                   |                   | 36.845            | Ouro          |
| Fernando Pimenta | K1 500m masculinos | 1:41.950      | (Heat 3) 3º lugar Q (MF) | 1:39.514     | (Heat 2) 1º lugar Q (FA) |                   |                   | 1:37.358          | Prata         |
| Hélder Silva     | C1 200m masculinos | 40.301        | (Heat 2) 5º lugar Q (MF) | 40.990       | (Heat 1) 3º lugar Q (FA) |                   |                   | 41.192            | 9º lugar      |
| Marco Apura      | C1 500m masculinos | 1:58.054      | (Heat 2) 7º lugar Q (MF) | 1:54.433     | 3º lugar                 | Não se qualificou | Não se qualificou | Não se qualificou | 14º lugar     |

| Atleta                                                   | Prova              | Eliminatórias | Eliminatórias            | Meias Finais | Meias Finais | Final               | Final               | Final               | Final               |
| Atleta                                                   | Prova              | Eliminatórias | Eliminatórias            | Meias Finais | Meias Finais | Final B             | Final B             | Final A             | Final A             |
| Atleta                                                   | Prova              | Tempo         | Posição                  | Tempo        | Posição      | Tempo               | Classificação       | Tempo               | Classificação       |
| -------------------------------------------------------- | ------------------ | ------------- | ------------------------ | ------------ | ------------ | ------------------- | ------------------- | ------------------- | ------------------- |
| Messias Baptista João Ribeiro                            | K2 500m masculinos | 1:29.682      | (Heat 2) 1º lugar Q (FA) |              |              |                     |                     | 1:29.870            | 4º lugar            |
| Emanuel Silva Kevin Santos David Varela Fernando Pimenta | K4 500m masculinos | 1:23.505      | (Heat 1) 7º lugar Q (MF) | 1:24.045     | 7º lugar     | Não se qualificaram | Não se qualificaram | Não se qualificaram | Não se qualificaram |
| Marco Apura Bruno Afonso                                 | C2 500m masculinos | 1:46.504      | (Heat 1) 6º lugar Q (MF) | 1:47.100     | 6º lugar     | Não se qualificaram | Não se qualificaram | Não se qualificaram | Não se qualificaram |

| Atleta                      | Prova         | Eliminatórias | Eliminatórias            | Meias Finais | Meias Finais    | Final   | Final   | Final   | Final         |
| Atleta                      | Prova         | Eliminatórias | Eliminatórias            | Meias Finais | Meias Finais    | Final B | Final B | Final A | Final A       |
| Atleta                      | Prova         | Tempo         | Posição                  | Tempo        | Posição         | Tempo   | Posição | Tempo   | Classificação |
| --------------------------- | ------------- | ------------- | ------------------------ | ------------ | --------------- | ------- | ------- | ------- | ------------- |
| Kevin Santos Teresa Portela | K2 200m misto | 34.395        | (Heat 1) 1º lugar Q (FA) |              |                 |         |         | 34.260  | Ouro          |
| Inês Penetra Hélder Silva   | C2 200m misto | 41.120        | (Heat 1) 4º lugar Q (MF) | 40.644       | 2º lugar Q (FA) |         |         | 41.733  | 7º lugar      |

Legenda: V = Venceu; D= Derrotado(a)
Legenda
| Recorde mundial            | Recorde mundial (World record)                     |                       | Recorde africano                      | Recorde africano (African) |                                           | Q | Classificado por posição (Qualified) |
| Recorde dos Jogos Europeus | Recorde dos Jogos Europeus (European Games record) | Recorde da América    | Recorde da América (Americas)         | q                          | Classificado por melhor tempo (Qualified) |   |                                      |
| Melhor marca do ano        | Melhor marca do ano (World leading)                | Recorde asiático      | Recorde asiático (Asian)              | DNS                        | Não largou (Did not start)                |   |                                      |
| Recorde nacional           | Recorde nacional (National record)                 | Recorde europeu       | Recorde europeu (European)            | DNF                        | Não terminou (Did not finish)             |   |                                      |
| Recorde pessoal            | Recorde pessoal do atleta (Personal best)          | Recorde da Oceania    | Recorde da Oceania (Oceania)          | DSQ / DQ                   | Desclassificado (Disqualified)            |   |                                      |
| Recorde da temporada       | Recorde da temporada do atleta (Season best)       | Recorde sul-americano | Recorde sul-americano (South America) | NM                         | Sem marca (No mark)                       |   |                                      |

## Ciclismo BTT(Ranking de Qualificação Olímpica)[8]
Nestes Jogos Europeus disputa-se o Campeonato da Europa.
Evento a contar para o Ranking de Qualificação Olímpica.
| Equipa         | Prova        | Final / BM            | Final / BM    |
| Equipa         | Prova        | Adversário/ resultado | Classificação |
| -------------- | ------------ | --------------------- | ------------- |
| Raquel Queirós | XCO feminino | 1:30:51               | 37º lugar     |

| Equipa             | Prova         | Final / BM            | Final / BM    |
| Equipa             | Prova         | Adversário/ resultado | Classificação |
| ------------------ | ------------- | --------------------- | ------------- |
| Ricardo Marinheiro | XCO masculino | 1:30:52               | 54º lugar     |

Legenda
| Recorde mundial            | Recorde mundial (World record)                     |                       | Recorde africano                      | Recorde africano (African) |                                           | Q | Classificado por posição (Qualified) |
| Recorde dos Jogos Europeus | Recorde dos Jogos Europeus (European Games record) | Recorde da América    | Recorde da América (Americas)         | q                          | Classificado por melhor tempo (Qualified) |   |                                      |
| Melhor marca do ano        | Melhor marca do ano (World leading)                | Recorde asiático      | Recorde asiático (Asian)              | DNS                        | Não largou (Did not start)                |   |                                      |
| Recorde nacional           | Recorde nacional (National record)                 | Recorde europeu       | Recorde europeu (European)            | DNF                        | Não terminou (Did not finish)             |   |                                      |
| Recorde pessoal            | Recorde pessoal do atleta (Personal best)          | Recorde da Oceania    | Recorde da Oceania (Oceania)          | DSQ / DQ                   | Desclassificado (Disqualified)            |   |                                      |
| Recorde da temporada       | Recorde da temporada do atleta (Season best)       | Recorde sul-americano | Recorde sul-americano (South America) | NM                         | Sem marca (No mark)                       |   |                                      |

## Esgrima[9]
Nestes Jogos Europeus disputa-se o Campeonato da Europa de Equipas.
| Equipa         | Prova                       | Fase de Grupos          | Fase de Grupos         | Fase de Grupos        | Fase de Grupos        | Fase de Grupos          | Fase de Grupos            | Fase de Grupos | Ronda 64                 | Ronda 32              | Ronda 16              | Quartos Final         | Meias Finais          | Final / BM            | Final / BM        |
| Equipa         | Prova                       | Adversário/ resultado   | Adversário/ resultado  | Adversário/ resultado | Adversário/ resultado | Adversário/ resultado   | Adversário/ resultado     | Posição        | Adversário/ resultado    | Adversário/ resultado | Adversário/ resultado | Adversário/ resultado | Adversário/ resultado | Adversário/ resultado | Classificação     |
| -------------- | --------------------------- | ----------------------- | ---------------------- | --------------------- | --------------------- | ----------------------- | ------------------------- | -------------- | ------------------------ | --------------------- | --------------------- | --------------------- | --------------------- | --------------------- | ----------------- |
| Fabiana Bonito | Espada Individual feminina  | Emma Poghosova D 4-5    | Nefeli Rodopoulu V 5-4 | Sara Calleja D 0-5    | Arina Korneeva D 4-5  | Erika Kirpu D 1-5       | Bianca Benea D 2-5        | 7º lugar       | Não se qualificou        | Não se qualificou     | Não se qualificou     | Não se qualificou     | Não se qualificou     | Não se qualificou     | Não se qualificou |
| Mariana Alvim  | Espada Individual feminina  | Fani Varveri D 4-5      | Maia Guchmazova V 5-4  | Renata K-Miazga V 5-3 | Sofia Cisneros D 2-5  | Katarina Knezevic V 5-1 | Alexandra Predescu V 5-1  | 2º lugar Q     | Karolina Zurawska V 13-8 | Angeline Favre D 8-15 | Não se qualificou     | Não se qualificou     | Não se qualificou     | Não se qualificou     | Não se qualificou |
| Marta Caride   | Florete Individual feminina | Karolina Zurawska D 0-5 | Dorja Blazic D 4-5     | Emilia Corbu D 2-4    | Vasiliki Mekra D 5-4  | Dora Lupkovics V 1-5    | Carolina Stutchbury D 2-4 | 5º lugar       | Não se qualificou        | Não se qualificou     | Não se qualificou     | Não se qualificou     | Não se qualificou     | Não se qualificou     | Não se qualificou |

| Equipa        | Prova                        | Fase de Grupos             | Fase de Grupos        | Fase de Grupos           | Fase de Grupos         | Fase de Grupos                | Fase de Grupos        | Fase de Grupos | Ronda 128                  | Ronda 64                 | Ronda 32                      | Ronda 16              | Quartos Final               | Meias Finais                 | Final / BM            | Final / BM        |
| Equipa        | Prova                        | Adversário/ resultado      | Adversário/ resultado | Adversário/ resultado    | Adversário/ resultado  | Adversário/ resultado         | Adversário/ resultado | Posição        | Adversário/ resultado      | Adversário/ resultado    | Adversário/ resultado         | Adversário/ resultado | Adversário/ resultado       | Adversário/ resultado        | Adversário/ resultado | Classificação     |
| ------------- | ---------------------------- | -------------------------- | --------------------- | ------------------------ | ---------------------- | ----------------------------- | --------------------- | -------------- | -------------------------- | ------------------------ | ----------------------------- | --------------------- | --------------------------- | ---------------------------- | --------------------- | ----------------- |
| Felipe Frazão | Espada Individual masculina  | Aleksandrs Ostapenko V 5-2 | Tibor Andrasfi D 1-3  | Jaakko Paavolainen D 1-3 | Josef Mahringer D 4-5  | Anzor Albrekht V 5-3          | Ian Hauri V 4-3       | 5º lugar Q     |                            | Michal Cupr V 12-15      | Richard Schmidt V 15-8        | Mate Koch V 14-15     | Miguel Frazão D 14-15       | Não se qualificou            | Não se qualificou     | Não se qualificou |
| Max Rod       | Espada Individual masculina  | Sten Priinits D 1-2        | Hadrien Favre V 5-1   | Jakub Jurka D 2-5        | Niklas Prinz V 5-1     | Francois Ferot D 4-5          |                       | 4º lugar Q     | Grigor Mnatsakanyam V 15-7 | Yordan Galabov V 15-10   | Wojciech Kolanczyk V 13-15    | Mateusz Nycz V 11-15  | Volodymyr Stankevych D 15-8 | Não se qualificou            | Não se qualificou     | Não se qualificou |
| Miguel Frazão | Espada Individual masculina  | Christopher Kelly D 3-4    | Mate Koch D 1-4       | Niko Vuorinen D 4-5      | Matej Todorovski V 5-2 | Konstantinos Karampasis V 5-0 | Martin Rubes V 5-3    | 4º lugar Q     |                            | Flavio Giannotte V 15-13 | Frederik von der Osten V 9-15 | Maciej Bielec V 15-14 | Felipe Frazão V 14-15       | Volodymyr Stankevych V 11-10 | Tristan Tulen D 10-15 | Prata             |
| Luís Macedo   | Florete Individual masculina | Tobias Reichetzer D 3-5    | Daniel Rosa D 0-5     | Nikitas Gherman V 5-3    | Axel Zoons D 4-5       | Veljko Cuk D 3-5              | Jan Krejcik D 1-5     | 6º lugar       | Não se qualificou          | Não se qualificou        | Não se qualificou             | Não se qualificou     | Não se qualificou           | Não se qualificou            | Não se qualificou     |                   |

Equipa constituída por Felipe Frazão, Miguel Frazão e Max Rod.
| Equipa   | Prova                   | Ronda 32              | Ronda 16              | Quartos Final         | Meias Finais          | Final / BM            | Final / BM          |
| Equipa   | Prova                   | Adversário/ resultado | Adversário/ resultado | Adversário/ resultado | Adversário/ resultado | Adversário/ resultado | Classificação       |
| -------- | ----------------------- | --------------------- | --------------------- | --------------------- | --------------------- | --------------------- | ------------------- |
| Portugal | Espada Equipa masculina | Bélgiva D 43-45       | Não se qualificaram   | Não se qualificaram   | Não se qualificaram   | Não se qualificaram   | Não se qualificaram |

Legenda: V = Venceu; D= Derrotado(a)
Legenda
| Recorde mundial            | Recorde mundial (World record)                     |                       | Recorde africano                      | Recorde africano (African) |                                           | Q | Classificado por posição (Qualified) |
| Recorde dos Jogos Europeus | Recorde dos Jogos Europeus (European Games record) | Recorde da América    | Recorde da América (Americas)         | q                          | Classificado por melhor tempo (Qualified) |   |                                      |
| Melhor marca do ano        | Melhor marca do ano (World leading)                | Recorde asiático      | Recorde asiático (Asian)              | DNS                        | Não largou (Did not start)                |   |                                      |
| Recorde nacional           | Recorde nacional (National record)                 | Recorde europeu       | Recorde europeu (European)            | DNF                        | Não terminou (Did not finish)             |   |                                      |
| Recorde pessoal            | Recorde pessoal do atleta (Personal best)          | Recorde da Oceania    | Recorde da Oceania (Oceania)          | DSQ / DQ                   | Desclassificado (Disqualified)            |   |                                      |
| Recorde da temporada       | Recorde da temporada do atleta (Season best)       | Recorde sul-americano | Recorde sul-americano (South America) | NM                         | Sem marca (No mark)                       |   |                                      |

## Futebol de Praia[10][11]
Ambas as equipas feminina e masculina de Portugal estão nos Grupos A.
Passam para as Meias Finais os 2 melhores de cada grupo. Os restantes vão competir para definir a posição que terminarão a competição.
Atletas Femininas: Andreia Silva (AD Pasteis Bola), Catarina Mesquita (ACD Sótão), Cristiana Costa (AD Pasteis Bola), Ema Toscano (ACD Sótão), Érica Ferreira (AD Pasteis Bola), Inês Cruz (ACD Sótão), Jamila Marreiros (AD Pasteis Bola), Joana Flores (ACD Sótão), Marta Simões (GD Ilha), Melissa Gomes (Stade de Reims), Petra Reis (ACD Sótão) e Sofia Vicente (ACD Sótão).
Atletas Masculinos: André Lourenço (SC Braga), Bernardo Santos (SC Braga), Bruno Torres (SC Braga), Duarte Algarvio (SC Braga), Elinton Andrade (Flamengo BS), Jordan Santos (SC Braga), Leonardo Santos (SC Braga), Miguel Pintado (SC Braga), Rodrigo Pinhal (CD Nacional), Ruben Regufe (Leixões SC), Rúben Brilhante (SC Braga) e Rui Coimbra (ACD Sótão).
| Equipa   | Prova            | Fase de Grupos (Grupo A) | Fase de Grupos (Grupo A) | Fase de Grupos (Grupo A) | Jogo 5/6 Lugar        | Meias Finais          | Final / BM            | Final / BM    |
| Equipa   | Prova            | Adversário/ resultado    | Adversário/ resultado    | Pos.                     | Adversário/ resultado | Adversário/ resultado | Adversário/ resultado | Classificação |
| -------- | ---------------- | ------------------------ | ------------------------ | ------------------------ | --------------------- | --------------------- | --------------------- | ------------- |
| Portugal | Torneio feminino | Chéquia V 5-1            | Polónia V 1-2            | 1º lugar Q               |                       | Ucrânia D 3-1         | Polónia V 3-2         | Bronze        |

| Equipa   | Prova             | Fase de Grupos (Grupo A) | Fase de Grupos (Grupo A) | Fase de Grupos (Grupo A) | Fase de Grupos (Grupo A) | Jogo 5/6 Lugar ou 7/8 Lugar | Meias Finais          | Final / BM            | Final / BM    |
| Equipa   | Prova             | Adversário/ resultado    | Adversário/ resultado    | Adversário/ resultado    | Pos.                     | Adversário/ resultado       | Adversário/ resultado | Adversário/ resultado | Classificação |
| -------- | ----------------- | ------------------------ | ------------------------ | ------------------------ | ------------------------ | --------------------------- | --------------------- | --------------------- | ------------- |
| Portugal | Torneio masculino | Espanha V 7-5            | Azerbaijão V 5-2         | Polónia V 2-6            | 1º lugar Q               |                             | Suiça D 4-5           | Espanha D 5-6         | 4º lugar      |

Legenda: V = Venceu; D= Derrotado(a)
Legenda
| Recorde mundial            | Recorde mundial (World record)                     |                       | Recorde africano                      | Recorde africano (African) |                                           | Q | Classificado por posição (Qualified) |
| Recorde dos Jogos Europeus | Recorde dos Jogos Europeus (European Games record) | Recorde da América    | Recorde da América (Americas)         | q                          | Classificado por melhor tempo (Qualified) |   |                                      |
| Melhor marca do ano        | Melhor marca do ano (World leading)                | Recorde asiático      | Recorde asiático (Asian)              | DNS                        | Não largou (Did not start)                |   |                                      |
| Recorde nacional           | Recorde nacional (National record)                 | Recorde europeu       | Recorde europeu (European)            | DNF                        | Não terminou (Did not finish)             |   |                                      |
| Recorde pessoal            | Recorde pessoal do atleta (Personal best)          | Recorde da Oceania    | Recorde da Oceania (Oceania)          | DSQ / DQ                   | Desclassificado (Disqualified)            |   |                                      |
| Recorde da temporada       | Recorde da temporada do atleta (Season best)       | Recorde sul-americano | Recorde sul-americano (South America) | NM                         | Sem marca (No mark)                       |   |                                      |

## Judo[12]
Nestes Jogos Europeus disputa-se o Campeonato da Europa de Equipas Mistas.
| Atleta   | Prova          | Ronda dos 32          | Ronda dos 16          | Quartos Final         | Meias Finais          | Repescagem            | Final / BM            | Final / BM    |
| Atleta   | Prova          | Adversário/ resultado | Adversário/ resultado | Adversário/ resultado | Adversário/ resultado | Adversário/ resultado | Adversário/ resultado | Classificação |
| -------- | -------------- | --------------------- | --------------------- | --------------------- | --------------------- | --------------------- | --------------------- | ------------- |
| Portugal | Equipas Mistas | Bulgária V 1-4        | Grécia V 4-1          | Países Baixos D 4-0   |                       | Hungria V 3-4         | Itália D 0-4          | 4º lugar      |

Legenda: V = Venceu; D= Derrotado(a)
Legenda
| Recorde mundial            | Recorde mundial (World record)                     |                       | Recorde africano                      | Recorde africano (African) |                                           | Q | Classificado por posição (Qualified) |
| Recorde dos Jogos Europeus | Recorde dos Jogos Europeus (European Games record) | Recorde da América    | Recorde da América (Americas)         | q                          | Classificado por melhor tempo (Qualified) |   |                                      |
| Melhor marca do ano        | Melhor marca do ano (World leading)                | Recorde asiático      | Recorde asiático (Asian)              | DNS                        | Não largou (Did not start)                |   |                                      |
| Recorde nacional           | Recorde nacional (National record)                 | Recorde europeu       | Recorde europeu (European)            | DNF                        | Não terminou (Did not finish)             |   |                                      |
| Recorde pessoal            | Recorde pessoal do atleta (Personal best)          | Recorde da Oceania    | Recorde da Oceania (Oceania)          | DSQ / DQ                   | Desclassificado (Disqualified)            |   |                                      |
| Recorde da temporada       | Recorde da temporada do atleta (Season best)       | Recorde sul-americano | Recorde sul-americano (South America) | NM                         | Sem marca (No mark)                       |   |                                      |

## Karaté
| Atleta   | Prova         | Fase de Grupos        | Fase de Grupos        | Fase de Grupos        | Fase de Grupos | Meias Finais          | Final / BM            | Final / BM    |
| Atleta   | Prova         | Adversário/ resultado | Adversário/ resultado | Adversário/ resultado | Posição        | Adversário/ resultado | Adversário/ resultado | Classificação |
| -------- | ------------- | --------------------- | --------------------- | --------------------- | -------------- | --------------------- | --------------------- | ------------- |
| Ana Cruz | Kata Feminino | Anna Kowalska V       | Veronika Miskova V    | Helvetia Taily D      | 2º lugar Q     | Paola Garcia Lozano D | Bronze                | Bronze        |

| Atleta       | Prova                   | Fase de Grupos        | Fase de Grupos         | Fase de Grupos        | Fase de Grupos | Meias Finais          | Final / BM            | Final / BM        |
| Atleta       | Prova                   | Adversário/ resultado | Adversário/ resultado  | Adversário/ resultado | Posição        | Adversário/ resultado | Adversário/ resultado | Classificação     |
| ------------ | ----------------------- | --------------------- | ---------------------- | --------------------- | -------------- | --------------------- | --------------------- | ----------------- |
| Tiago Duarte | Kumite -75 kg masculino | Daniele de Vivo D 0-5 | Andrii Zaplitnyi D 0-2 | Farid Aghayev E 0-0   | 4º lugar       | Não se qualificou     | Não se qualificou     | Não se qualificou |

Legenda: V = Venceu; D= Derrotado(a)
Legenda
| Recorde mundial            | Recorde mundial (World record)                     |                       | Recorde africano                      | Recorde africano (African) |                                           | Q | Classificado por posição (Qualified) |
| Recorde dos Jogos Europeus | Recorde dos Jogos Europeus (European Games record) | Recorde da América    | Recorde da América (Americas)         | q                          | Classificado por melhor tempo (Qualified) |   |                                      |
| Melhor marca do ano        | Melhor marca do ano (World leading)                | Recorde asiático      | Recorde asiático (Asian)              | DNS                        | Não largou (Did not start)                |   |                                      |
| Recorde nacional           | Recorde nacional (National record)                 | Recorde europeu       | Recorde europeu (European)            | DNF                        | Não terminou (Did not finish)             |   |                                      |
| Recorde pessoal            | Recorde pessoal do atleta (Personal best)          | Recorde da Oceania    | Recorde da Oceania (Oceania)          | DSQ / DQ                   | Desclassificado (Disqualified)            |   |                                      |
| Recorde da temporada       | Recorde da temporada do atleta (Season best)       | Recorde sul-americano | Recorde sul-americano (South America) | NM                         | Sem marca (No mark)                       |   |                                      |

## Muaythai[13]
| Atleta            | Prova           | Quartos Final         | Meias Finais          | Final / BM            | Final / BM        |
| Atleta            | Prova           | Adversário/ resultado | Adversário/ resultado | Adversário/ resultado | Classificação     |
| ----------------- | --------------- | --------------------- | --------------------- | --------------------- | ----------------- |
| Filipa Oliveira   | -54 kg feminino | Elene Loladze D       | Não se qualificou     | Não se qualificou     | Não se qualificou |
| Matilde Rodrigues | -57 kg feminino | Anne Sandegaard V     | Miina Sirkroja V      | Patricia Axling D     | Prata             |

| Atleta         | Prova            | Quartos Final         | Meias Finais          | Final / BM            | Final / BM        |
| Atleta         | Prova            | Adversário/ resultado | Adversário/ resultado | Adversário/ resultado | Classificação     |
| -------------- | ---------------- | --------------------- | --------------------- | --------------------- | ----------------- |
| Gonçalo Noites | -71 kg masculino | Rasmus Eriksson V     | Jakub Rajewski V      | Oleksandr Yefimenko D | Prata             |
| Luís Morais    | -91 kg masculino | Enrico Pellegri D     | Não se qualificou     | Não se qualificou     | Não se qualificou |

Legenda: V = Venceu; D= Derrotado(a)
Legenda
| Recorde mundial            | Recorde mundial (World record)                     |                       | Recorde africano                      | Recorde africano (African) |                                           | Q | Classificado por posição (Qualified) |
| Recorde dos Jogos Europeus | Recorde dos Jogos Europeus (European Games record) | Recorde da América    | Recorde da América (Americas)         | q                          | Classificado por melhor tempo (Qualified) |   |                                      |
| Melhor marca do ano        | Melhor marca do ano (World leading)                | Recorde asiático      | Recorde asiático (Asian)              | DNS                        | Não largou (Did not start)                |   |                                      |
| Recorde nacional           | Recorde nacional (National record)                 | Recorde europeu       | Recorde europeu (European)            | DNF                        | Não terminou (Did not finish)             |   |                                      |
| Recorde pessoal            | Recorde pessoal do atleta (Personal best)          | Recorde da Oceania    | Recorde da Oceania (Oceania)          | DSQ / DQ                   | Desclassificado (Disqualified)            |   |                                      |
| Recorde da temporada       | Recorde da temporada do atleta (Season best)       | Recorde sul-americano | Recorde sul-americano (South America) | NM                         | Sem marca (No mark)                       |   |                                      |

## Natação Artística[14]
Nestes Jogos Europeus disputa-se o Campeonato da Europa de Equipas Mistas.
| Atleta                                | Prova          | Qualificação | Qualificação  | Final     | Final         |
| Atleta                                | Prova          | Pontuação    | Classificação | Pontuação | Classificação |
| ------------------------------------- | -------------- | ------------ | ------------- | --------- | ------------- |
| Cheila Vieria Maria Beatriz Gonçalves | Duetos Livres  | 183.3063     | 8º lugar Q    | 171.3731  | 7º lugar      |
| Cheila Vieria Maria Beatriz Gonçalves | Duetos Técnico |              |               | 201.6166  | 11º lugar     |

| Atleta   | Prova              | Final Direta | Final Direta  |
| Atleta   | Prova              | Pontuação    | Classificação |
| -------- | ------------------ | ------------ | ------------- |
| Portugal | Equipas Técnico    | 184.6558     | 7º lugar      |
| Portugal | Equipas Acrobático | 155.8400     | 7º lugar      |

- Equipa: Anna Carvalho, Beatriz Gama, Carlota Fonseca, Filipa Faria, Inês Budini, Joana Rosa, Lara Botelho, Mariana Rocha, Marta Moreira e Matilde Sousa

Legenda
| Recorde mundial            | Recorde mundial (World record)                     |                       | Recorde africano                      | Recorde africano (African) |                                           | Q | Classificado por posição (Qualified) |
| Recorde dos Jogos Europeus | Recorde dos Jogos Europeus (European Games record) | Recorde da América    | Recorde da América (Americas)         | q                          | Classificado por melhor tempo (Qualified) |   |                                      |
| Melhor marca do ano        | Melhor marca do ano (World leading)                | Recorde asiático      | Recorde asiático (Asian)              | DNS                        | Não largou (Did not start)                |   |                                      |
| Recorde nacional           | Recorde nacional (National record)                 | Recorde europeu       | Recorde europeu (European)            | DNF                        | Não terminou (Did not finish)             |   |                                      |
| Recorde pessoal            | Recorde pessoal do atleta (Personal best)          | Recorde da Oceania    | Recorde da Oceania (Oceania)          | DSQ / DQ                   | Desclassificado (Disqualified)            |   |                                      |
| Recorde da temporada       | Recorde da temporada do atleta (Season best)       | Recorde sul-americano | Recorde sul-americano (South America) | NM                         | Sem marca (No mark)                       |   |                                      |

## Padel
| Equipa                              | Prova            | Ronda 32                             | Ronda 16              | Quartos Final         | Meias Finais          | Final / BM            | Final / BM    |
| Equipa                              | Prova            | Adversário/ resultado                | Adversário/ resultado | Adversário/ resultado | Adversário/ resultado | Adversário/ resultado | Classificação |
| ----------------------------------- | ---------------- | ------------------------------------ | --------------------- | --------------------- | --------------------- | --------------------- | ------------- |
| Catarina Vilela Kátia Rodrigues     | Duplas femininas | Maria Rasmussen/ Gitte Haxen D 2-1   | Não se qualificaram   | Não se qualificaram   | Não se qualificaram   | Não se qualificaram   | 17º lugar     |
| Catarina Santos Margarida Fernandes | Duplas femininas | Jessica Ginier/ Lucile Pothier D 2-1 | Não se qualificaram   | Não se qualificaram   | Não se qualificaram   | Não se qualificaram   | 17º lugar     |

| Equipa                            | Prova             | Ronda 32                                   | Ronda 16                             | Quartos Final                        | Meias Finais                         | Final / BM                           | Final / BM    |
| Equipa                            | Prova             | Adversário/ resultado                      | Adversário/ resultado                | Adversário/ resultado                | Adversário/ resultado                | Adversário/ resultado                | Classificação |
| --------------------------------- | ----------------- | ------------------------------------------ | ------------------------------------ | ------------------------------------ | ------------------------------------ | ------------------------------------ | ------------- |
| Afonso Fazendeiro Miguel Oliveira | Duplas masculinas | Dominik Bierent/ M.-K. Bruzszkiewicz V 2-0 | Sean Neave/ Sam Mc Kibbin V 2-0      | Adrien Maigret/ Benjamin Tison V 2-0 | Alonso Rodrigues/ Pablo Garcia D 2-0 | Simone Cremona/ Marco Cassetta V 2-1 | Bronze        |
| Miguel Deus Nuno Deus             | Duplas masculinas | Rainhard Boisits/ D. H. Pilser V 2-0       | Kilian Jordan/ Valentin Wenger V 2-0 | Daniel Santigosa/ David Gala D 0-2   | Não se qualificaram                  | Não se qualificaram                  | 5º lugar      |

| Equipa                      | Prova         | Ronda 16                              | Quartos Final                          | Meias Finais          | Final / BM            | Final / BM    |
| Equipa                      | Prova         | Adversário/ resultado                 | Adversário/ resultado                  | Adversário/ resultado | Adversário/ resultado | Classificação |
| --------------------------- | ------------- | ------------------------------------- | -------------------------------------- | --------------------- | --------------------- | ------------- |
| Catarina Vilela Miguel Deus | Duplas mistas | Janine Hemmes/ Sten F. Richters V 1-2 | Lucile Pothier/ Thomas F. Leygue D 2-1 | Não se qualificaram   | Não se qualificaram   | 5º lugar      |
| Kátia Rodrigues Nuno Deus   | Duplas mistas | Victoria Kurz/ Matthias Wunner D 0-2  | Não se qualificaram                    | Não se qualificaram   | Não se qualificaram   | 9º lugar      |

Legenda: V = Venceu; D= Derrotado(a)
Legenda
| Recorde mundial            | Recorde mundial (World record)                     |                       | Recorde africano                      | Recorde africano (African) |                                           | Q | Classificado por posição (Qualified) |
| Recorde dos Jogos Europeus | Recorde dos Jogos Europeus (European Games record) | Recorde da América    | Recorde da América (Americas)         | q                          | Classificado por melhor tempo (Qualified) |   |                                      |
| Melhor marca do ano        | Melhor marca do ano (World leading)                | Recorde asiático      | Recorde asiático (Asian)              | DNS                        | Não largou (Did not start)                |   |                                      |
| Recorde nacional           | Recorde nacional (National record)                 | Recorde europeu       | Recorde europeu (European)            | DNF                        | Não terminou (Did not finish)             |   |                                      |
| Recorde pessoal            | Recorde pessoal do atleta (Personal best)          | Recorde da Oceania    | Recorde da Oceania (Oceania)          | DSQ / DQ                   | Desclassificado (Disqualified)            |   |                                      |
| Recorde da temporada       | Recorde da temporada do atleta (Season best)       | Recorde sul-americano | Recorde sul-americano (South America) | NM                         | Sem marca (No mark)                       |   |                                      |

## Pentatlo Moderno(Qualificação Olímpica Direta)
Nestes Jogos Europeus disputa-se o Campeonato da Europa.
| Equipa         | Prova                | Qualificação          | Qualificação          | Qualificação          | Qualificação     | Meias Finais          | Final / BM            | Final / BM        |
| Equipa         | Prova                | Natação               | Esgrima               | Laser Run             | Pos.             | Meias Finais          | Final / BM            | Final / BM        |
| Equipa         | Prova                | Adversário/ resultado | Adversário/ resultado | Adversário/ resultado | Pos.             | Adversário/ resultado | Adversário/ resultado | Classificação     |
| -------------- | -------------------- | --------------------- | --------------------- | --------------------- | ---------------- | --------------------- | --------------------- | ----------------- |
| Duarte Taleigo | Individual masculino | 300                   | 222                   | 608                   | 1130 26º lugar r | Não se qualificou     | Não se qualificou     | Não se qualificou |

r = reserva
Legenda
| Recorde mundial            | Recorde mundial (World record)                     |                       | Recorde africano                      | Recorde africano (African) |                                           | Q | Classificado por posição (Qualified) |
| Recorde dos Jogos Europeus | Recorde dos Jogos Europeus (European Games record) | Recorde da América    | Recorde da América (Americas)         | q                          | Classificado por melhor tempo (Qualified) |   |                                      |
| Melhor marca do ano        | Melhor marca do ano (World leading)                | Recorde asiático      | Recorde asiático (Asian)              | DNS                        | Não largou (Did not start)                |   |                                      |
| Recorde nacional           | Recorde nacional (National record)                 | Recorde europeu       | Recorde europeu (European)            | DNF                        | Não terminou (Did not finish)             |   |                                      |
| Recorde pessoal            | Recorde pessoal do atleta (Personal best)          | Recorde da Oceania    | Recorde da Oceania (Oceania)          | DSQ / DQ                   | Desclassificado (Disqualified)            |   |                                      |
| Recorde da temporada       | Recorde da temporada do atleta (Season best)       | Recorde sul-americano | Recorde sul-americano (South America) | NM                         | Sem marca (No mark)                       |   |                                      |

## Râguebi Sevens(Qualificação Olímpica Direta)[15][16]
Os vencedores de cada um dos torneios qualifica-se diretamente para os Jogos Olímpicos de Paris 2024. Os 2º e 3º classificados qualificam-se para o Torneio Final de Qualificação Olímpica.
Os dois primeiros de cada grupo e os dois melhores 3.ºs classificados avançam para os quartos de final da prova.
| Equipa   | Prova            | Fase de Grupos        | Fase de Grupos        | Fase de Grupos        | Fase de Grupos  | Quartos Final         | Jogo 5º/8º            | Jogo 7º/8º            | Meias Finais          | Final / BM            | Final / BM          |
| Equipa   | Prova            | Adversário/ resultado | Adversário/ resultado | Adversário/ resultado | Pos.            | Adversário/ resultado | Adversário/ resultado | Adversário/ resultado | Adversário/ resultado | Adversário/ resultado | Classificação       |
| -------- | ---------------- | --------------------- | --------------------- | --------------------- | --------------- | --------------------- | --------------------- | --------------------- | --------------------- | --------------------- | ------------------- |
| Portugal | Torneio feminino | Alemanha V 17-19      | Polónia D 26-0        | Turquia V 36-5        | 2º lugar Q (QF) | Bélgica D 5-22        | Alemanha D 22-7       | Itália D 7-34         | Não se qualificaram   | Não se qualificaram   | Não se qualificaram |

| Equipa   | Prova             | Fase de Grupos (Pool C) | Fase de Grupos (Pool C) | Fase de Grupos (Pool C) | Fase de Grupos (Pool C) | Quartos Final         | Jogo 5º/8º            | Meias Finais          | Final / BM            | Final / BM    |
| Equipa   | Prova             | Adversário/ resultado   | Adversário/ resultado   | Adversário/ resultado   | Pos.                    | Adversário/ resultado | Adversário/ resultado | Adversário/ resultado | Adversário/ resultado | Classificação |
| -------- | ----------------- | ----------------------- | ----------------------- | ----------------------- | ----------------------- | --------------------- | --------------------- | --------------------- | --------------------- | ------------- |
| Portugal | Torneio masculino | Lituânia V 38-12        | Roménia V 45-7          | Grã-Bretanha D 31-5     | 2º lugar Q (QF)         | Geórgia V 5-31        |                       | Irlanda D 24-0        | Espanha D 0-42        | 4º lugar      |

Legenda: V = Venceu; D= Derrotado(a)
Legenda
| Recorde mundial            | Recorde mundial (World record)                     |                       | Recorde africano                      | Recorde africano (African) |                                           | Q | Classificado por posição (Qualified) |
| Recorde dos Jogos Europeus | Recorde dos Jogos Europeus (European Games record) | Recorde da América    | Recorde da América (Americas)         | q                          | Classificado por melhor tempo (Qualified) |   |                                      |
| Melhor marca do ano        | Melhor marca do ano (World leading)                | Recorde asiático      | Recorde asiático (Asian)              | DNS                        | Não largou (Did not start)                |   |                                      |
| Recorde nacional           | Recorde nacional (National record)                 | Recorde europeu       | Recorde europeu (European)            | DNF                        | Não terminou (Did not finish)             |   |                                      |
| Recorde pessoal            | Recorde pessoal do atleta (Personal best)          | Recorde da Oceania    | Recorde da Oceania (Oceania)          | DSQ / DQ                   | Desclassificado (Disqualified)            |   |                                      |
| Recorde da temporada       | Recorde da temporada do atleta (Season best)       | Recorde sul-americano | Recorde sul-americano (South America) | NM                         | Sem marca (No mark)                       |   |                                      |

## Taekwondo(Ranking de Qualificação Olímpica)
Esta competição contará para o Ranking de Qualificação Olímpica (prova G-4).
| Equipa      | Prova           | Ronda 16                   | Quartos Final         | Meias Finais          | Final / BM            | Final / BM        |
| Equipa      | Prova           | Adversário/ resultado      | Adversário/ resultado | Adversário/ resultado | Adversário/ resultado | Classificação     |
| ----------- | --------------- | -------------------------- | --------------------- | --------------------- | --------------------- | ----------------- |
| Joana Cunha | -57kg femininos | Patrycja Adamkiewicz D 2-0 | Não se qualificou     | Não se qualificou     | Não se qualificou     | Não se qualificou |

| Equipa         | Prova            | Ronda 16                     | Quartos Final         | Meias Finais          | Final / BM            | Final / BM        |
| Equipa         | Prova            | Adversário/ resultado        | Adversário/ resultado | Adversário/ resultado | Adversário/ resultado | Classificação     |
| -------------- | ---------------- | ---------------------------- | --------------------- | --------------------- | --------------------- | ----------------- |
| Rui Bragança   | -58kg masculinos | Cyrian Ravet D 0-2           | Não se qualificou     | Não se qualificou     | Não se qualificou     | Não se qualificou |
| Júlio Ferreira | -80kg masculinos | Kostiantyn Kostenevych D 2-0 | Não se qualificou     | Não se qualificou     | Não se qualificou     | Não se qualificou |

Legenda: V = Venceu; D= Derrotado(a)
Legenda
| Recorde mundial            | Recorde mundial (World record)                     |                       | Recorde africano                      | Recorde africano (African) |                                           | Q | Classificado por posição (Qualified) |
| Recorde dos Jogos Europeus | Recorde dos Jogos Europeus (European Games record) | Recorde da América    | Recorde da América (Americas)         | q                          | Classificado por melhor tempo (Qualified) |   |                                      |
| Melhor marca do ano        | Melhor marca do ano (World leading)                | Recorde asiático      | Recorde asiático (Asian)              | DNS                        | Não largou (Did not start)                |   |                                      |
| Recorde nacional           | Recorde nacional (National record)                 | Recorde europeu       | Recorde europeu (European)            | DNF                        | Não terminou (Did not finish)             |   |                                      |
| Recorde pessoal            | Recorde pessoal do atleta (Personal best)          | Recorde da Oceania    | Recorde da Oceania (Oceania)          | DSQ / DQ                   | Desclassificado (Disqualified)            |   |                                      |
| Recorde da temporada       | Recorde da temporada do atleta (Season best)       | Recorde sul-americano | Recorde sul-americano (South America) | NM                         | Sem marca (No mark)                       |   |                                      |

## Ténis de Mesa(Qualificação Olímpica Direta)
O Par Misto vencedor garantirá um lugar nos Jogos Olímpicos Paris 2024.
| Equipa     | Prova               | Ronda 32                  | Ronda 16              | Quartos Final         | Meias Finais          | Final / BM            | Final / BM        |
| Equipa     | Prova               | Adversário/ resultado     | Adversário/ resultado | Adversário/ resultado | Adversário/ resultado | Adversário/ resultado | Classificação     |
| ---------- | ------------------- | ------------------------- | --------------------- | --------------------- | --------------------- | --------------------- | ----------------- |
| Fu Yu      | Singulares feminino | Sofia Zhang Xu V 4-0      | Prithika Pavade V 4-2 | Xiaoxin Yang D 0-4    | Não se qualificou     | Não se qualificou     | Não se qualificou |
| Jieni Shao | Singulares feminino | Mercedes Nagyvaradi V 0-4 | Nina Mittelham D 4-1  | Não se qualificou     | Não se qualificou     | Não se qualificou     | Não se qualificou |

Equipa feminina composta por: Fu Yu, Jieni Shao, Inês Matos e Matilde Pinto
| Equipa   | Prova           | Quartos Final         | Meias Finais          | Final / BM            | Final / BM    |
| Equipa   | Prova           | Adversário/ resultado | Adversário/ resultado | Adversário/ resultado | Classificação |
| -------- | --------------- | --------------------- | --------------------- | --------------------- | ------------- |
| Portugal | Equipa feminina | Ucrânia V 3-1         | Alemanha D 0-3        | França V 3-0          | Bronze        |

| Equipa         | Prova                 | Ronda Preliminar 2      | Ronda 32              | Ronda 16                | Quartos Final         | Meias Finais          | Final / BM            | Final / BM        |
| Equipa         | Prova                 | Adversário/ resultado   | Adversário/ resultado | Adversário/ resultado   | Adversário/ resultado | Adversário/ resultado | Adversário/ resultado | Classificação     |
| -------------- | --------------------- | ----------------------- | --------------------- | ----------------------- | --------------------- | --------------------- | --------------------- | ----------------- |
| Marcos Freitas | Singulares masculinos | Dimitrije Levajac V 4-0 | Tomislav Pucar V 4-2  | Kristian Karlsson V 3-4 | Darko Jorgic V 4-2    | Alexis Lebrun V 2-4   | Felix Lebrun D 3-4    | Prata             |
| João Geraldo   | Singulares masculinos |                         | Cedric Nuytinck D 4-3 | Não se qualificou       | Não se qualificou     | Não se qualificou     | Não se qualificou     | Não se qualificou |

Equipa masculina composta por Marcos Freitas, João Geraldo, João Monteiro e Tiago Apolónia
| Equipa   | Prova            | Quartos Final         | Meias Finais          | Final / BM            | Final / BM    |
| Equipa   | Prova            | Adversário/ resultado | Adversário/ resultado | Adversário/ resultado | Classificação |
| -------- | ---------------- | --------------------- | --------------------- | --------------------- | ------------- |
| Portugal | Equipa masculina | Roménia V 3-0         | Alemanha D 3-1        | França D 3-2          | 4º lugar      |

Legenda: V = Venceu; D= Derrotado(a)
Legenda
| Recorde mundial            | Recorde mundial (World record)                     |                       | Recorde africano                      | Recorde africano (African) |                                           | Q | Classificado por posição (Qualified) |
| Recorde dos Jogos Europeus | Recorde dos Jogos Europeus (European Games record) | Recorde da América    | Recorde da América (Americas)         | q                          | Classificado por melhor tempo (Qualified) |   |                                      |
| Melhor marca do ano        | Melhor marca do ano (World leading)                | Recorde asiático      | Recorde asiático (Asian)              | DNS                        | Não largou (Did not start)                |   |                                      |
| Recorde nacional           | Recorde nacional (National record)                 | Recorde europeu       | Recorde europeu (European)            | DNF                        | Não terminou (Did not finish)             |   |                                      |
| Recorde pessoal            | Recorde pessoal do atleta (Personal best)          | Recorde da Oceania    | Recorde da Oceania (Oceania)          | DSQ / DQ                   | Desclassificado (Disqualified)            |   |                                      |
| Recorde da temporada       | Recorde da temporada do atleta (Season best)       | Recorde sul-americano | Recorde sul-americano (South America) | NM                         | Sem marca (No mark)                       |   |                                      |

## Teqball
| Equipa      | Prova               | Fase de Grupos (Grupo C) | Fase de Grupos (Grupo C) | Fase de Grupos (Grupo C) | Fase de Grupos (Grupo C) | Quartos Final         | Meias Finais          | Final / BM            | Final / BM        |
| Equipa      | Prova               | Adversário/ resultado    | Adversário/ resultado    | Adversário/ resultado    | Pos.                     | Adversário/ resultado | Adversário/ resultado | Adversário/ resultado | Classificação     |
| ----------- | ------------------- | ------------------------ | ------------------------ | ------------------------ | ------------------------ | --------------------- | --------------------- | --------------------- | ----------------- |
| Carla Couto | Singulares feminino | Iva Burvalova D 2-0      | Adriana Kecerova V 0-2   | Kinga Barabasi V 2-0     | 3º lugar                 | Não se qualificou     | Não se qualificou     | Não se qualificou     | Não se qualificou |

| Equipa        | Prova                | Fase de Grupos (Grupo A) | Fase de Grupos (Grupo A) | Fase de Grupos (Grupo A) | Quartos Final         | Meias Finais          | Final / BM            | Final / BM        |
| Equipa        | Prova                | Adversário/ resultado    | Adversário/ resultado    | Pos.                     | Adversário/ resultado | Adversário/ resultado | Adversário/ resultado | Classificação     |
| ------------- | -------------------- | ------------------------ | ------------------------ | ------------------------ | --------------------- | --------------------- | --------------------- | ----------------- |
| João Pinheiro | Singulares masculino | Marian Badar V 2-0       | Apor Gyoergydeak D 0-2   | 2º lugar                 | Não se qualificou     | Não se qualificou     | Não se qualificou     | Não se qualificou |

| Equipa                      | Prova       | Fase de Grupos (Grupo C)              | Fase de Grupos (Grupo C)            | Fase de Grupos (Grupo C)                  | Fase de Grupos (Grupo C) | Quartos Final                     | Meias Finais          | Final / BM            | Final / BM          |
| Equipa                      | Prova       | Adversário/ resultado                 | Adversário/ resultado               | Adversário/ resultado                     | Pos.                     | Adversário/ resultado             | Adversário/ resultado | Adversário/ resultado | Classificação       |
| --------------------------- | ----------- | ------------------------------------- | ----------------------------------- | ----------------------------------------- | ------------------------ | --------------------------------- | --------------------- | --------------------- | ------------------- |
| Manuela Parente Luís Santos | Pares Misto | Mathias Jeppesen/ Mira Dahlmann V 2-0 | Lukas Flaks/ Gabriela Zachova D 2-0 | Stella Gloeckner/ Yannic Staechelin V 2-0 | 2º lugar Q               | Maja Umicevic/ Nikola Mitro D 0-2 | Não se qualificaram   | Não se qualificaram   | Não se qualificaram |

Legenda: V = Venceu; D= Derrotado(a)
Legenda
| Recorde mundial            | Recorde mundial (World record)                     |                       | Recorde africano                      | Recorde africano (African) |                                           | Q | Classificado por posição (Qualified) |
| Recorde dos Jogos Europeus | Recorde dos Jogos Europeus (European Games record) | Recorde da América    | Recorde da América (Americas)         | q                          | Classificado por melhor tempo (Qualified) |   |                                      |
| Melhor marca do ano        | Melhor marca do ano (World leading)                | Recorde asiático      | Recorde asiático (Asian)              | DNS                        | Não largou (Did not start)                |   |                                      |
| Recorde nacional           | Recorde nacional (National record)                 | Recorde europeu       | Recorde europeu (European)            | DNF                        | Não terminou (Did not finish)             |   |                                      |
| Recorde pessoal            | Recorde pessoal do atleta (Personal best)          | Recorde da Oceania    | Recorde da Oceania (Oceania)          | DSQ / DQ                   | Desclassificado (Disqualified)            |   |                                      |
| Recorde da temporada       | Recorde da temporada do atleta (Season best)       | Recorde sul-americano | Recorde sul-americano (South America) | NM                         | Sem marca (No mark)                       |   |                                      |

## Tiro(Qualificação Olímpica Direta)[17]
Os 2 primeiros das competições individuais, ainda não qualificados, conseguirão uma vaga para o país em Paris 2024.
| Equipa         | Prova                               | Qualificações         | Qualificações         | Qualificações | Final (Ranking)       | Final (Ranking)   | Final (Ouro)          | Final (Ouro)      |
| Equipa         | Prova                               | Adversário/ resultado | Adversário/ resultado | Pos.          | Adversário/ resultado | Classificação     | Adversário/ resultado | Classificação     |
| -------------- | ----------------------------------- | --------------------- | --------------------- | ------------- | --------------------- | ----------------- | --------------------- | ----------------- |
| Joana Castelão | Pistola 25m feminios                | 289                   | 578                   | 13º lugar     | Não se qualificou     | Não se qualificou | Não se qualificou     | Não se qualificou |
| Joana Castelão | Pistola ar comprimido 10m femininos |                       | 562                   | 30º lugar     | Não se qualificou     | Não se qualificou | Não se qualificou     | Não se qualificou |

| Equipa     | Prova                                | Qualificações         | Qualificações | Final (Ranking)       | Final (Ranking) | Final (Ouro)          | Final (Ouro)      |
| Equipa     | Prova                                | Adversário/ resultado | Pos.          | Adversário/ resultado | Classificação   | Adversário/ resultado | Classificação     |
| ---------- | ------------------------------------ | --------------------- | ------------- | --------------------- | --------------- | --------------------- | ----------------- |
| João Costa | Pistola ar comprimido 10m masculinos | 578                   | 8º lugar Q    | 197.1                 | 5º lugar        | Não se qualificou     | Não se qualificou |

| Equipa                    | Prova                            | Qualificações         | Qualificações | Final (Ranking)       | Final (Ranking)     | Final (Ouro)          | Final (Ouro)        |
| Equipa                    | Prova                            | Adversário/ resultado | Pos.          | Adversário/ resultado | Classificação       | Adversário/ resultado | Classificação       |
| ------------------------- | -------------------------------- | --------------------- | ------------- | --------------------- | ------------------- | --------------------- | ------------------- |
| Joana Castelão João Costa | Pistola ar comprimido 10m mistos | 561                   | 25º lugar     | Não se qualificaram   | Não se qualificaram | Não se qualificaram   | Não se qualificaram |

Legenda: V = Venceu; D= Derrotado(a)
Legenda
| Recorde mundial            | Recorde mundial (World record)                     |                       | Recorde africano                      | Recorde africano (African) |                                           | Q | Classificado por posição (Qualified) |
| Recorde dos Jogos Europeus | Recorde dos Jogos Europeus (European Games record) | Recorde da América    | Recorde da América (Americas)         | q                          | Classificado por melhor tempo (Qualified) |   |                                      |
| Melhor marca do ano        | Melhor marca do ano (World leading)                | Recorde asiático      | Recorde asiático (Asian)              | DNS                        | Não largou (Did not start)                |   |                                      |
| Recorde nacional           | Recorde nacional (National record)                 | Recorde europeu       | Recorde europeu (European)            | DNF                        | Não terminou (Did not finish)             |   |                                      |
| Recorde pessoal            | Recorde pessoal do atleta (Personal best)          | Recorde da Oceania    | Recorde da Oceania (Oceania)          | DSQ / DQ                   | Desclassificado (Disqualified)            |   |                                      |
| Recorde da temporada       | Recorde da temporada do atleta (Season best)       | Recorde sul-americano | Recorde sul-americano (South America) | NM                         | Sem marca (No mark)                       |   |                                      |

## Tiro c/ Arco(Qualificação Olímpica Direta)[18]
Os 2 primeiros das competições individuais, ainda não qualificados, assim como os vencedores da competição de Equipas Mistas, conseguirão uma vaga para o país em Paris 2024.
| Equipa        | Prova                        | Ronda de Qualificação | Ronda de Qualificação | Ronda 32               | Ronda 16              | Quartos Final         | Meias Finais          | Final / BM            | Final / BM        |
| Equipa        | Prova                        | Pontuação             | Pos.                  | Adversário/ resultado  | Adversário/ resultado | Adversário/ resultado | Adversário/ resultado | Adversário/ resultado | Classificação     |
| ------------- | ---------------------------- | --------------------- | --------------------- | ---------------------- | --------------------- | --------------------- | --------------------- | --------------------- | ----------------- |
| Nuno Carneiro | Recurvo individual masculino | 622                   | 45º lugar             | Nicolas Bernardi D 6-2 | Não se qualificou     | Não se qualificou     | Não se qualificou     | Não se qualificou     | Não se qualificou |

Legenda: V = Venceu; D= Derrotado(a)
Legenda
| Recorde mundial            | Recorde mundial (World record)                     |                       | Recorde africano                      | Recorde africano (African) |                                           | Q | Classificado por posição (Qualified) |
| Recorde dos Jogos Europeus | Recorde dos Jogos Europeus (European Games record) | Recorde da América    | Recorde da América (Americas)         | q                          | Classificado por melhor tempo (Qualified) |   |                                      |
| Melhor marca do ano        | Melhor marca do ano (World leading)                | Recorde asiático      | Recorde asiático (Asian)              | DNS                        | Não largou (Did not start)                |   |                                      |
| Recorde nacional           | Recorde nacional (National record)                 | Recorde europeu       | Recorde europeu (European)            | DNF                        | Não terminou (Did not finish)             |   |                                      |
| Recorde pessoal            | Recorde pessoal do atleta (Personal best)          | Recorde da Oceania    | Recorde da Oceania (Oceania)          | DSQ / DQ                   | Desclassificado (Disqualified)            |   |                                      |
| Recorde da temporada       | Recorde da temporada do atleta (Season best)       | Recorde sul-americano | Recorde sul-americano (South America) | NM                         | Sem marca (No mark)                       |   |                                      |

## Tiro c/ Armas de Caça(Qualificação Olímpica Direta)
Os 2 primeiros das competições individuais, ainda não qualificados, conseguirão uma vaga para o país em Paris 2024.
| Equipa            | Prova         | Qualificações         | Qualificações         | Qualificações | Final (Ranking)       | Final (Ranking)   | Final (Ouro)          | Final (Ouro)      |
| Equipa            | Prova         | Adversário/ resultado | Adversário/ resultado | Pos.          | Adversário/ resultado | Classificação     | Adversário/ resultado | Classificação     |
| ----------------- | ------------- | --------------------- | --------------------- | ------------- | --------------------- | ----------------- | --------------------- | ----------------- |
| Maria Inês Barros | Trap feminina | 68                    | 115                   | 14º lugar     | Não se qualificou     | Não se qualificou | Não se qualificou     | Não se qualificou |

| Equipa            | Prova          | Qualificações         | Qualificações         | Qualificações | Final (Ranking)       | Final (Ranking)   | Final (Ouro)          | Final (Ouro)      |
| Equipa            | Prova          | Adversário/ resultado | Adversário/ resultado | Pos.          | Adversário/ resultado | Classificação     | Adversário/ resultado | Classificação     |
| ----------------- | -------------- | --------------------- | --------------------- | ------------- | --------------------- | ----------------- | --------------------- | ----------------- |
| João Azevedo      | Trap masculina | 72                    | 121                   | 7º lugar Q    |                       |                   |                       |                   |
| Armelim Rodrigues | Trap masculina | 74                    | 121                   | 11º lugar     | Não se qualificou     | Não se qualificou | Não se qualificou     | Não se qualificou |

| Equipa   | Prova                 | Qualificações         | Qualificações | Final / BM            | Final / BM    |
| Equipa   | Prova                 | Adversário/ resultado | Pos.          | Adversário/ resultado | Classificação |
| -------- | --------------------- | --------------------- | ------------- | --------------------- | ------------- |
| Portugal | Trap masculina Equipa | 217                   | 3º lugar Q    | Itália V 6-0          | Bronze        |

Legenda: V = Venceu; D= Derrotado(a)
Legenda
| Recorde mundial            | Recorde mundial (World record)                     |                       | Recorde africano                      | Recorde africano (African) |                                           | Q | Classificado por posição (Qualified) |
| Recorde dos Jogos Europeus | Recorde dos Jogos Europeus (European Games record) | Recorde da América    | Recorde da América (Americas)         | q                          | Classificado por melhor tempo (Qualified) |   |                                      |
| Melhor marca do ano        | Melhor marca do ano (World leading)                | Recorde asiático      | Recorde asiático (Asian)              | DNS                        | Não largou (Did not start)                |   |                                      |
| Recorde nacional           | Recorde nacional (National record)                 | Recorde europeu       | Recorde europeu (European)            | DNF                        | Não terminou (Did not finish)             |   |                                      |
| Recorde pessoal            | Recorde pessoal do atleta (Personal best)          | Recorde da Oceania    | Recorde da Oceania (Oceania)          | DSQ / DQ                   | Desclassificado (Disqualified)            |   |                                      |
| Recorde da temporada       | Recorde da temporada do atleta (Season best)       | Recorde sul-americano | Recorde sul-americano (South America) | NM                         | Sem marca (No mark)                       |   |                                      |